# شيواشان (سردشت)
شيواشان هي قرية في مقاطعة سردشت، إيران. عدد سكان هذه القرية هو 118 في سنة 2006.